# Дипептиды

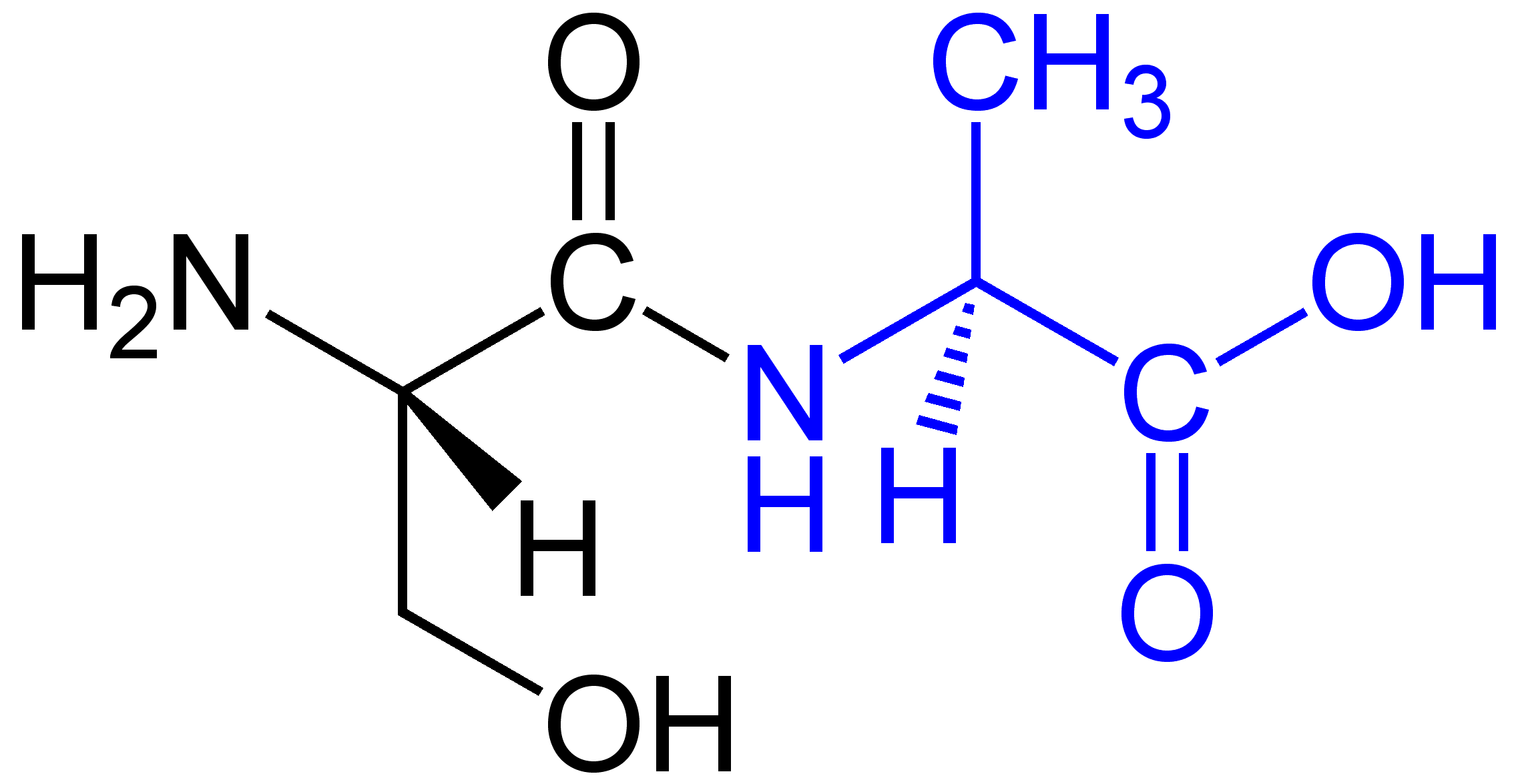
Дипептиды

Дипептиды (от греч. peptós — сваренный, переваренный) — органические соединения, состоящие из двух аминокислотных остатков, связанных пептидной связью. Дипептиды — наименьшие возможные по размеру олигопептиды, соединения, промежуточные между полипептидами и аминокислотами.
Дипептиды могут образовывать кристаллы характерной формы.
Молекула дипептида содержит амино- и карбоксильную группы. Дипептиды, составленные из одних и тех же L-аминокислот, но в разной последовательности, дают изомеры.
Примеры дипептидов:
- глутамил-триптофан
- лейцил-аланин
- аланил-лейцин
- карнозин
- анзерин

## Применение
Дипептиды находят широкое применение в различных областях, от животноводства до медицины. Исследования демонстрируют их потенциал как биологически активных добавок, терапевтических агентов и инструментов для научных изысканий. Например, добавление аланил-глутамина в рацион кур улучшает их рост, усвояемость питательных веществ и иммунитет. Дипептид PA3264, выделенный из панголина (Squama Manis), проявляет противоопухолевую активность в отношении тройного негативного рака молочной железы. 
Исследование стабильности дипептидов в концентрированной серной кислоте показало их неустойчивость, что актуально для изучения возможности существования жизни в облаках Венеры. 
Дипептиды используются в качестве ингибиторов, например, для вируса Зика и для разработки новых противомалярийных препаратов. Дипептиды также могут применяться в синтезе пептидов с использованием четыреххлористого титана и микроволнового нагрева, для создания биосенсоров на основе наночастиц золота и серебра, создания гидрогелей с противомикробными свойствами и для улучшения памяти.  